# Elmira (imię)
Elmira – imię żeńskie o niejasnej etymologii.

## Kultura i sztuka
- Elmirka jest jedną z bohaterek serialu animowanego "Przygody Animków",
- Postać o imieniu Elmira występuje w książce Świętoszek.